# Hugh Lofting

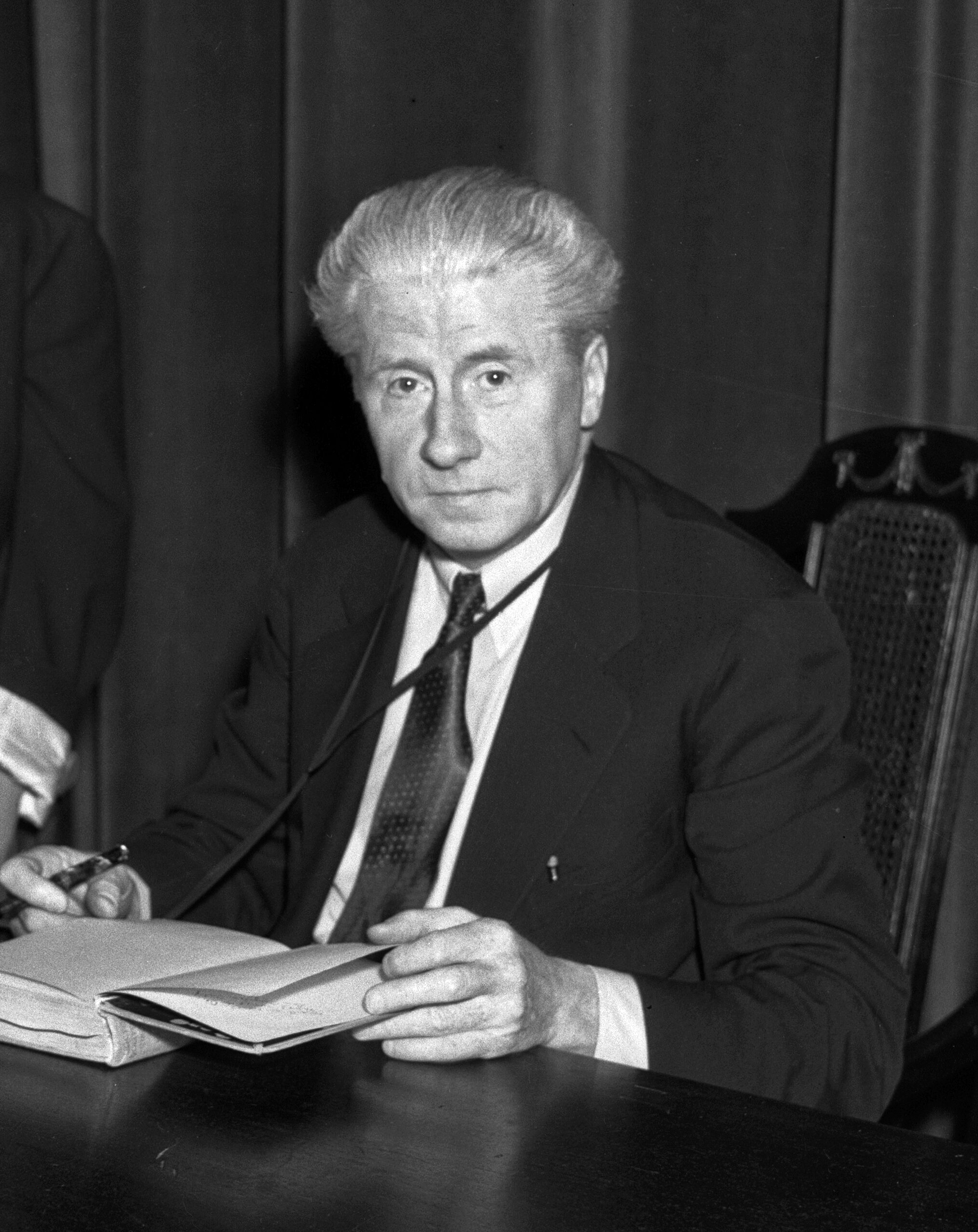
Hugh Lofting (1935)

Hugh John Lofting (* 14. Januar 1886 in Maidenhead, Berkshire, England; † 26. September 1947 in Topanga, Kalifornien, USA) war ein englischer Schriftsteller, der mit seinen Geschichten um Doktor Dolittle, der die Sprachen der Tiere, dann die der Insekten und schließlich die der Pflanzen spricht, Klassiker der Jugendliteratur verfasste.

## Leben
Lofting war eines von sechs Kindern seines Vaters John Brien Lofting und seiner aus Irland stammenden Mutter Elizabeth Agnes Gannon. Nach dem Besuch der Jesuitenschule Mount St. Mary’s in Chesterfield, Grafschaft Derbyshire, studierte Lofting in den USA am Massachusetts Institute of Technology und in England am Londoner Polytechnicum. Er wollte Bauingenieur werden und in der Welt herumkommen. Nach einer kurzen Anstellung als Architekt war er 1908/1909 in Kanada als Landvermesser unterwegs und von 1910 bis 1912 im westafrikanischen Lagos bei der Eisenbahn. Danach arbeitete er auch für die Eisenbahn in Havanna auf Kuba. 1912 kehrte Lofting in die USA zurück, heiratete Flora Small und zog nach New York, wo er seine Schriftstellerkarriere begann. Seine Kurzgeschichten wurden in verschiedenen Zeitschriften veröffentlicht, enthielten aber weder Kindergeschichten noch Zeichnungen von ihm. 1913 wurde seine Tochter Elizabeth Mary und 1915 sein Sohn Colin MacMahon geboren. Als 1914 der Erste Weltkrieg ausbrach, arbeitete Lofting als britischer Staatsbürger für das englische Informationsministerium und wurde ein Jahr später als Lieutenant zu den Irish Guards eingezogen, mit denen er 1917/1918 in Flandern kämpfte. Hier begann er seine ersten „Doctor-Dolittle“-Geschichten zu schreiben.
Infolge einer schweren Verletzung durch Handgranatensplitter wurde Lofting vorzeitig als Invalide aus der Armee entlassen; er kehrte 1919 mit seiner Familie zurück nach New York. Ein weiterer Umzug nach Connecticut folgte; dort schrieb Lofting fast jährlich ein neues Buch über Doctor Dolittle und auch andere Geschichten. 1927 starb seine Ehefrau Flora. 1928 heiratete er Katherine Harrower Peters, die jedoch noch im selben Jahr nach schwerer Krankheit starb. 1928 sollte die „Doctor-Dolittle“-Serie eigentlich mit Doktor Dolittle auf dem Mond zu Ende gehen, aber ähnlich wie sein Schriftstellerkollege Arthur Conan Doyle, dessen Sherlock Holmes das Publikum nicht missen wollte, wurde auch Lofting von den Fans gedrängt, weitere Geschichten zu verfassen.
1935 heiratete Lofting Josephine Fricker, eine Kanadierin mit deutschen Wurzeln. Ihr gemeinsamer Sohn Christopher Clement wurde 1936 geboren.
Im Alter von 61 Jahren starb Hugh Lofting 1947 nach langer schwerer Krankheit. Er wurde in Killingsworth, Connecticut, begraben.

## Doktor Dolittle
Die ersten Geschichten über Doktor Johann Dolittle, der zur Zeit der Königin Viktoria in dem fiktiven englischen Örtchen Puddleby-on-the-Marsh lebt und die Sprache der Tiere erlernt, schrieb Lofting aus den Schützengräben des Ersten Weltkrieges in Flandern in Form von illustrierten Briefen an seine Kinder.
1920 erschien das erste Buch unter dem Titel The Story of Doctor Dolittle (Doktor Dolittle und seine Tiere). Für die Fortsetzung The Voyages of Doctor Dolittle erhielt Lofting 1922 den renommierten Kinderbuchpreis Newbery Medal. Zehn weitere Bücher sollten noch folgen. Die Buchserie wurde sowohl für Radiohörspiele als auch für den Film (u. a. Doctor Dolittle, 1967) und das Fernsehen (als Zeichentrickserie) adaptiert.

## Zitat
“For years it was a constant source of shock to me to find my writings amongst ‚Juveniles‘. It does not bother me any more now, but I still feel there should be a category of ‚Seniles‘ to offset the epithet.”

„Jahrelang war es für mich eine wiederkehrende Ursache des Schocks, meine Schriften unter den ‚Jugendbüchern‘ [im Englischen auch als ‚Unreifen‘ zu lesen; Anm. des Übersetzers] zu finden. Das stört mich jetzt nicht mehr, aber ich bin immer noch der Meinung, dass es eine Kategorie von ‚Senilen‘ geben sollte, um den Beinamen auszugleichen.“

## Werke
Sortiert nach Erscheinungsjahr. Die Zeichnungen in den Originalbüchern verfasste Lofting nahezu alle selbst.
- The Story of Doctor Dolittle (1920) (dt. Doktor Dolittle und seine Tiere, Dressler ISBN 3-7915-3573-0)
- The Voyages of Doctor Dolittle (1922) (dt. Doktor Dolittles schwimmende Insel, Dressler ISBN 3-7915-3592-7)
- Doctor Dolittle’s Post Office (1923) (dt. Doktor Dolittles Postamt, Dressler ISBN 3-7915-3599-4)
- The Story of Mrs. Tubbs (1923) (dt. Der böse Gutsherr und die guten Tiere 1930. Scherenschnitte von Lotte Reiniger)
- Doctor Dolittle’s Circus (1924) (dt. Doktor Dolittles Zirkus, Dressler ISBN 3-7915-3525-0)
- Porridge Poetry (1924) (keine deutsche Übersetzung bekannt)
- Doctor Dolittle’s Zoo (1925) (dt. Doktor Dolittles Zoo, Dressler ISBN 3-7915-3546-3)
- Doctor Dolittle’s Caravan (1926) (dt. Doktor Dolittles Tieroper, Dressler ISBN 3-7915-3550-1)
- Doctor Dolittle’s Garden (1927) (dt. Doktor Dolittles größte Reise, Dressler ISBN 3-7915-4017-3)
- Doctor Dolittle in the Moon (1928) (dt. Doktor Dolittle auf dem Mond, Dressler ISBN 3-7915-4018-1)
- Noisy Nora (1929) (keine deutsche Übersetzung bekannt)
- The Twilight of Magic (1930 Illustrations by Lois Lenski) (dt. Die Wundermuschel 1937)
- Gub-Gub’s Book, An Encyclopaedia of Food (1932) (dt. Göb-Göb's Buch, Williams+Co, Berlin, 1933)
- Doctor Dolittle’s Return (1933) (dt. Doktor Dolittles Rückkehr, Dressler ISBN 3-7915-4019-X)
- Doctor Dolittle’s Birthday Book (1936) (Sprüche zu jedem Tag im Jahr, zitiert aus allen Werken, keine deutsche Übersetzung bekannt)
- Tommy, Tilly, and Mrs. Tubbs (1936) (keine deutsche Übersetzung bekannt)
- Victory for the Slain (1942) (keine deutsche Übersetzung bekannt)

posthum veröffentlicht:
- Doctor Dolittle and the Secret Lake (1948) (dt. Doktor Dolittles geheimnisvoller See, Dressler ISBN 3-7915-4015-7)
- Doctor Dolittle and the Green Canary (1950) (dt. Doktor Dolittle und der grüne Kanarienvogel, Dressler ISBN 3-7915-4021-1)
- Doctor Dolittle’s Puddleby Adventures (1952) (dt. Doktor Dolittles neue Abenteuer, Dressler ISBN 3-7915-4022-X)

Zwei kleine Heftchen (16 S.) für Colgate Company:
- The Story of Zingo – The Commercial Traveler (1924)
- Zingo and the Magic Beasts (1926)

Dressler Jugendhefte Nr. 1–12, o. J. (1950):

(Zitat: „Die Geschichte in diesem Heft ist den Doktor-Dolittle-Büchern von Hugh Lofting aus dem Cecilie Dressler Verlag entnommen.“)
Abenteuer mit Doktor Dolittle:
- Heft 1 Reise nach Afrika
- Heft 2 Das Geheimnis des Einsiedlers
- Heft 3 Dr. Dolittle als Stierkämpfer
- Heft 4 Die Suche nach dem „Großen Pfeil“
- Heft 5 Das schnellste Postamt der Welt
- Heft 6 Die Botschaft der Schlange
- Heft 7 Der Brand im Herrenhaus
- Heft 8 Das geheimnisvolle Testament
- Heft 9 Die Flucht aus dem Zirkus
- Heft 10 Der seltsame Passagier
- Heft 11 Nino, das sprechende Pferd
- Heft 12 Tragödie der Pipinella

## Auszeichnungen
- 1922: Newbery Medal (ältester US-amerikanischer Kinderbuchpreis)